# Procès des responsables nazis de meurtres par euthanasie
Plusieurs procès ont jugé les principaux coupables et complices des meurtres présentés comme des « euthanasies » sous le national-socialisme.

## Procès de Wiesbaden

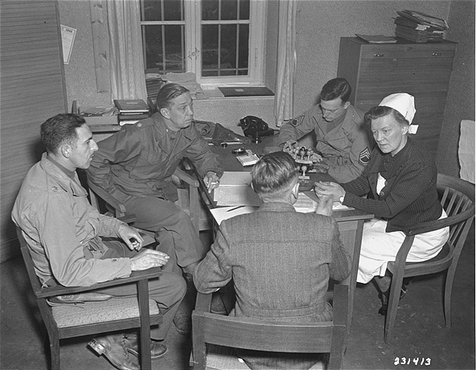
Interrogatoire de l'infirmière en chef Irmgard Huber, Hadamar mai 1945.

Le procès de Wiesbaden a eu lieu du 8 au 15 octobre 1945. Le procureur du tribunal militaire américain était Leon Jaworski. Il s'agissait du meurtre de 476 travailleurs forcés russes et polonais. Alfons Klein et les infirmiers Heinrich Ruoff et Karl Willig ont été condamnés à mort. En raison de son âge avancé, le médecin Adolf Wahlmann a été condamné à la réclusion à perpétuité. Deux employés administratifs ont été condamnés à des peines de prison de 35 ans et 30 ans et la seule femme accusée, Irmgard Huber, a été condamnée à 25 ans. Les condamnations à mort ont été exécutées le 14 mars 1946. Une inculpation pour le meurtre d'environ 15 000 autres personnes n'était pas possible en vertu du droit de la guerre alors en vigueur.

## Procès de Grafeneck
Le premier procès de Grafeneck a commencé dès 1947 devant le jury de Freibourg-en-Breisgau. Ludwig Sprauer, médecin-chef du ministère de l'Intérieur de Karlsruhe, et Arthur Schreck, directeur des maisons de retraite de Rastatt, Illenau et Wiesloch, ont été accusés de crimes contre l'humanité et d'avoir aidé et encouragé le meurtre de détenus. Le 19 novembre 1948, le tribunal a déclaré les deux accusés coupables et les a condamnés à la réclusion criminelle à perpétuité.
Après des années de préparation, le procès Tübingen Grafeneck a commencé à l'été 1949 au château de Hohentübingen. Huit personnes ont été accusées d'avoir participé au meurtre de 10 654 patients au Centre d´extermination nazi de Grafeneck.
Les huit accusés étaient : Otto Mauthe, Max Eyrich (ancien médecin pour la jeunesse), Alfons Stegmann (ancien médecin du sanatorium de Zwiefalten ), Martha Fauser (alors médecin-chef de Zwiefalten), Jakob Wöger et Hermann Holzschuh (fonctionnaires du greffe), Heinrich Unverhau (ancien infirmier) et l'infirmière Maria Appinger.

## Procès des médecins à Nuremberg

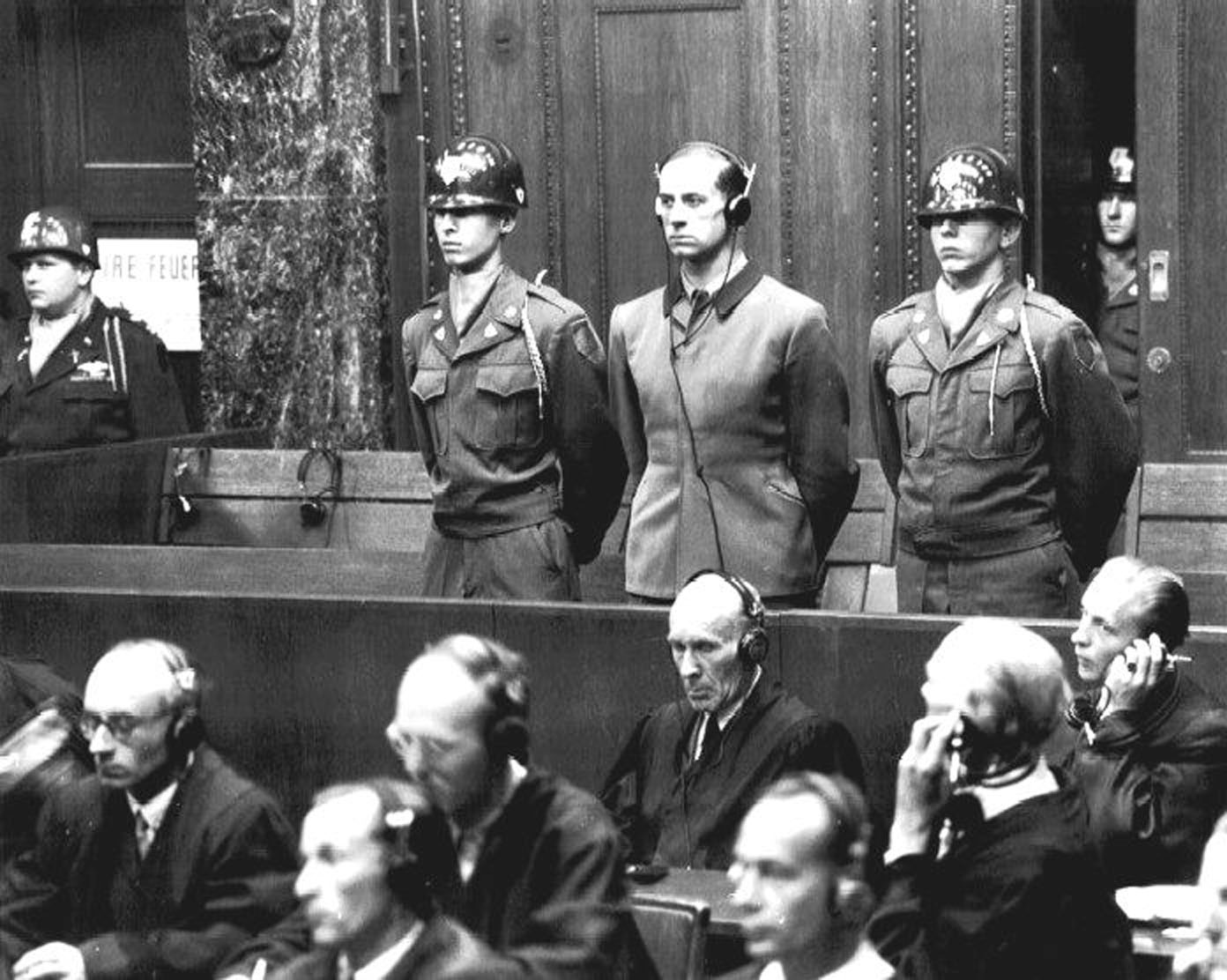
Karl Brandt lors du prononcé du jugement dans le procès des médecins à Nuremberg.

Du 9 décembre 1946 au 20 août 1947, a eu lieu le procès des médecins au palais de justice de Nuremberg devant un tribunal militaire américain. Outre 20 médecins des camps de concentration, a été inculpé Karl Brandt, le responsable de l'euthanasie et médecin d´Hitler. Il a été condamné à la peine de mort et exécuté le 2 juin 1948.

## Procès de Francfort
Entre 1946 et 1948, il y a eu au total quatre procès devant le tribunal régional de Francfort, qui ont condamné les personnes impliquées dans l'« euthanasie ». Parmi les 44 accusés figuraient des médecins, des infirmières et des aides-soignants des établissements d´Hadamar, Eichberg et Kalmenhof impliqués dans des meurtres de patients. Six condamnations à mort ont été prononcées ainsi que 19 peines de prison. Mais les condamnations à mort n'ont pas été exécutées et seuls deux condamnés n'ont pas été graciés.

## Procès de Dresde
Le 16 juin 1947, le tribunal de district de Dresde a ouvert le procès contre Paul Nitsche et d´autres accusés. Martin Fischer était le président, Rudolf Fischelle directeur et Elfriede Thaler la conseillère. Entre le 16 juin et le 25 juin, les accusés et les témoins ont été interrogés en audience publique.
Le procès a retenu l´attention des médias. Ainsi le journal Sächsische Zeitung relatait chaque jour les audiences. Quelques accusés, dont le principal, Alfred Schulz et le directeur du département infantile se sont suicidés pendant le procès.
Le verdict a été prononcé le 7 juillet 1947. Le parquet avait requis peine de mort pour onze accusés, mais celle-ci n'a été prononcée que quatre fois. Dans le cas des infirmières en particulier, les verdicts ont été pour la plupart inférieurs à ce qui avait été requis. Les condamnations à mort ont été exécutées en mars 1948 à Dresde. Les condamnés à de lourdes peines de prison ont été amnistiés en 1956.

## Procès de Düsseldorf
Lors d'un procès devant le tribunal de district de Düsseldorf en 1948, le psychiatre Hermann Wesse, chef du « département infantile Waldniel », qui avait été condamné à mort pour meurtre dans 25 affaires en 1947 par le tribunal de district de Francfort dans le procès Kalmenhof, a été condamné à la réclusion à perpétuité pour meurtre d'enfant.

## Procès de Hartheim

### Accusés
Dans le procès de Hartheim en Autriche, 61 personnes ont fait l'objet d'une mise en accusation, dont les médecins en chef Georg Renno et Rudolf Lonauer. Le tableau ci-dessous présente les accusés selon leur fonction et leur sexe :
|                                       | Homme | Femme | Total |
| ------------------------------------- | ----- | ----- | ----- |
| Médecins                              | 3     | 0     | 3     |
| Personnel soignant                    | 15    | 8     | 23    |
| Personnel administratif               | 9     | 7     | 16    |
| Chauffeurs                            | 4     | 0     | 4     |
| « Techniciens », chargés du chauffage | 6     | 0     | 6     |
| Non réparti                           | 6     | 3     | 9     |
| Total                                 | 43    | 18    | 61    |

### Procédure
Pour 13 accusés, l´accusation a été poursuivie et pour 22 autres abandonnée car les auteurs n'ont pas pu être retrouvés. L'accusation s'est éteinte pour sept personnes déjà décédées et deux des accusés ont été condamnés à une peine de prison. 13 cas ont été séparés et l'issue des trois affaires restantes demeure jusqu´à aujourd'hui inconnue.

## Procès de Klagenfurt
Le psychiatre et médecin généraliste autrichien Franz Niedermoser a été inculpé dans le procès pour « euthanasie » de Klagenfurt devant le tribunal populaire Klagenfurt à Graz. Il a été reconnu coupable d'avoir ordonné le meurtre de patients sur au moins 400 chefs d'accusation. À cela s'ajoutent les mauvais traitements infligés aux patients, au mépris de la dignité humaine, qui ont souvent entraîné la mort des victimes. Le 4 avril 1946, Niedermoser a été condamné à mort par pendaison et ses biens ont été confisqués. Le jugement a été exécuté le 24 octobre 1946. L'infirmier en chef Eduard Brandstätter, les infirmières en chef Antonie Pachner et Ottilie Schellander, qui étaient considérés comme coaccusés, ont également été condamnés à mort par pendaison. Le jour de son verdict, Brandstätter s'est suicidé. Les condamnations de Pachner et Schellander ont finalement été commués en longues peines de prison. Le 8 avril 1951, Antonie Pachner est morte en prison, Schellander a été libérée le 1er avril 1955 dans le cadre d'une nouvelle grâce. Les infirmières Paula Tomasch, Julie Wolf, Ilse Printschler et Maria Cholawa, ainsi qu'une infirmière en chef, qui avaient toutes manifestement participé à la torture, ont été condamnées à de longues peines de prison, parfois assorties d'une confiscation de biens.